# RED SONGS
『RED SONGS』（レッド・ソングス）は、日本のロックバンドであるRED WARRIORSの1作目のベスト・アルバム。
1989年11月21日に日本コロムビアのBODYレーベルからリリースされた。4枚目のアルバム『Swingin' Daze』（1989年）より4か月後のバンド解散後にリリースされた初のベスト・アルバムであり、1986年のデビューから1989年の解散に至るまでの楽曲から選曲されている。
3枚目のシングル「ルシアン・ヒルの上で」（1987年）および6枚目のシングル「LADY BLUE」（1989年）は本作にてアルバム初収録となった。また、2枚目のシングル「バラとワイン」（1987年）はアルバム『CASINO DRIVE』（1987年）収録のアルバム・バージョンでの収録となっている他、「LADY BLUE」はフェードアウトせず演奏が完結する「LADY BLUE -Completed Take-」として収録、さらにアルバム『LESSON 1』（1986年）収録時のアウトテイクであった「OH, MY GOD」が収録されている。本作はオリコンアルバムチャートにおいて最高位第9位となった。

## 背景
ロックバンドであるレベッカを結成しアルバム『VOICE PRINT』（1984年）でメジャー・デビューを果たした木暮武彦は、自らが結成したバンドが全く趣向の異なる活動へと変化していくことに耐え切れず、2枚目のアルバム『Nothing To Lose』（1984年）のレコーディング終了後にはノイローゼ状態となり、1985年1月31日の梅田バナナホール公演を最後にドラマーであった小沼達也と共にレベッカを脱退することとなった。その後かつてバンド結成の提案を木暮から受けたものの拒否したダイアモンド・ユカイに対し再度木暮はバンド結成を提案、これを快諾したユカイはTHE STREET SLIDERSやHOUND DOG、尾崎豊のローディーを担当していた小川清史をベース担当として勧誘し、また木暮とともにレベッカを脱退した小沼が加入したことで4名でRED WARRIORSを結成することとなった。その後ユカイは日米合作映画『TOKYO-POP』（1988年）への出演が決定、事務所と契約を済ませたばかりのデビュー直前に出演依頼が出されたため、バンドが始動したばかりの時期であったこともありメンバーは乗り気ではなかったとユカイは述べている。同映画は好評を得たため、1987年度のカンヌ国際映画祭に出品されることとなり、ユカイはレッド・カーペットの上を歩く経験をしたと述べている。
映画撮影が終了した頃にはすでにコンサートツアーが200本ほど決定しており、ツアーを行いながらも同時進行でわずかな空き時間も2枚目のアルバム『CASINO DRIVE』（1987年）のレコーディングに追われる日々が続き、日本に帰国したばかりのユカイは全く休む暇がなかったと述べている。コンサートツアーを200本行うことの大変さをユカイは著書『成りさがり』の中で述べており、毎日同じ顔触れで移動後にリハーサルとライブ本番を行い、起床とともにまた移動するという繰り返しの中で日付や場所の感覚が失われていき、MCで名古屋のことを語っていたが会場は北海道であったりと当時の状況を振り返り「本当に頭がおかしくなってきそうだった」と述べている。ユカイはこの過酷なツアーがRED WARRIORSの解散時期を早めた原因となったことが確かであるとも述べている。その後5枚目のシングル「STILL OF THE NIGHT」のミュージック・ビデオ撮影の際に木暮はアメリカ合衆国での活動を希望する発言を行い、RED WARRIORSの活動をアメリカ国内においてアマチュア、日本ではプロとして活動するという提案を行った。しかしメンバーからの賛同は得られず、東京に戻った際に木暮からの電話を受けたユカイは「もうバンドは解散した方がいいよ」と述べた。その後木暮からアメリカでの活動に誘われたユカイは、メンバー各自が個別の活動を行うべきであると考えていたために返事ができずにいたが、ある日電話口で木暮は「おれ、やっぱ、ひとりでアメリカ行くわ」と述べ、木暮単独でのアメリカ行きが決定された。解散に関しては1988年の秋にすべて決定しており、6枚目のシングル「LADY BLUE」が1989年2月1日にリリースされた時点で解散は決定事項となっていたため、同年1月に行われた日本武道館3日間連続公演も解散を前提に行ったものであるとユカイは述べている。同年7月21日にはラスト・アルバムとなる『Swingin' Daze』（1989年）をリリース。結果としてRED WARRIORSは、同年10月30日および31日に日本武道館で行われたコンサート「FINAL SESSION」を以って活動終了し解散となった。

## 構成
本作について日本コロムビア所属のプロデューサーである宗清裕之は、解散の影響を受けて企画された作品であり「いかにもありし日のRed'sをしのぶ的な、若干感傷的気分のぬぐいきれないものではある」と認めつつも、本作には感傷的な部分以外にも「バンドが生み落とした優れた音楽の数々を凝集した記録として、何年も先まで多くの音楽ファンにアピールし続けるように、という願いが込められている」と述べている。本作は以下のシングルおよびアルバムから選曲されており、5枚目のシングル「STILL OF THE NIGHT」（1988年）および7枚目のシングル「欲望のドア」（1989年）は未収録となっている他、ファースト・アルバム制作時のアウトテイクであり未発表曲となっていた「OH, MY GOD」が初収録されている。
シングル
- 「OUTSIDER」（1986年） - 1枚目のシングル。
- 「I AM THE WALRUS」 - 2枚目のシングル「バラとワイン」（1987年）のB面曲であり、ビートルズの「アイ・アム・ザ・ウォルラス」（1967年）のカバーとなっている。
- 「ルシアン・ヒルの上で」（1987年） - 3枚目のシングル。
- 「ROYAL STRAIGHT FLUSH R & R」（1988年） - 4枚目のシングル。
- 「LADY BLUE」（1989年） - 6枚目のシングル。本作にはフェイド・アウトせずに終わる「LADY BLUE -Completed Take-」が収録されている。
- 「Sunday Sunshine」（1989年） - 8枚目のシングル。

アルバム
- 『LESSON 1』（1986年） - 「BAD LUCK BOOGIE」「WILD CHERRY」
- 『CASINO DRIVE』（1987年） - 「CASINO DRIVE」「MORNING AFTER」「JOHN」「MONKEY DANCIN'」「FOOLISH GAMBLER」「WINE & ROSES #2 (Club Version)」
- 『KING'S』（1988年） - 「KING'S ROCK'N' ROLL」「ANOTHER DAY, ANOTHER TIME」「PARTY IS OVER」
- 『1988 KING'S ROCK'N'ROLL SHOW -LIVE AT SEIBU STADIUM-』（1988年） - 「SHOCK ME」（ライブ・バージョンでの収録）
- 『Swingin' Daze』（1989年） - 「DANCE MACABRE」「SISTER」「90'S REVOLUTION」「GOLDEN DAYS」

## リリース、チャート成績
本作は1989年11月21日に日本コロムビアのBODYレーベルから2枚組CDおよび2本組CTの2形態でリリースされた。初回限定盤はデジパック仕様となっており、担当ディレクターの宗清がライナーノーツを執筆している。
本作はオリコンアルバムチャートにおいて最高位第9位の登場週数8回で売り上げ枚数は5.7万枚となった。本作は後にCD盤のみ再リリースされており、1995年6月21日に「ベスト・ソングス・コレクション」としてジャケットが一新された状態で再リリースされ、2017年4月19日にはオリジナル・ジャケットの状態で再リリースされた。

## 収録曲
- CDブックレットに記載されたクレジットを参照[16]。

### DISC 1
| #         | タイトル                | 作詞                          | 作曲                   | 編曲                   | 時間  |
| --------- | ----------------------- | ----------------------------- | ---------------------- | ---------------------- | ----- |
| 1.        | 「WILD CHERRY」         | 木暮武彦、ダイアモンド☆ユカイ | 木暮武彦               | RED WARRIORS           | 4:31  |
| 2.        | 「CASINO DRIVE」        | 木暮武彦                      | 木暮武彦               | RED WARRIORS           | 4:14  |
| 3.        | 「DANCE MACABRE」       | ダイアモンド☆ユカイ           | 木暮武彦               | RED WARRIORS、三国義貴 | 3:46  |
| 4.        | 「I AM THE WALRUS」     | レノン＝マッカートニー        | レノン＝マッカートニー | RED WARRIORS           | 5:21  |
| 5.        | 「KING'S ROCK'N' ROLL」 | ダイアモンド☆ユカイ           | 木暮武彦               | RED WARRIORS           | 4:50  |
| 6.        | 「FOOLISH GAMBLER」     | ダイアモンド☆ユカイ           | 木暮武彦               | RED WARRIORS           | 4:05  |
| 合計時間: | 合計時間:               | 合計時間:                     | 合計時間:              | 合計時間:              | 26:47 |

| #         | タイトル                       | 作詞                          | 作曲      | 編曲                   | 時間  |
| --------- | ------------------------------ | ----------------------------- | --------- | ---------------------- | ----- |
| 7.        | 「BAD LUCK BOOGIE」            | 木暮武彦、ダイアモンド☆ユカイ | 木暮武彦  | RED WARRIORS           | 4:00  |
| 8.        | 「MONKEY DANCIN'」             | 木暮武彦、ダイアモンド☆ユカイ | 木暮武彦  | RED WARRIORS           | 4:40  |
| 9.        | 「90'S REVOLUTION」            | 木暮武彦                      | 木暮武彦  | RED WARRIORS、三国義貴 | 4:34  |
| 10.       | 「SHOCK ME -Live-」            | 木暮武彦、ダイアモンド☆ユカイ | 木暮武彦  | RED WARRIORS           | 3:35  |
| 11.       | 「ROYAL STRAIGHT FLUSH R & R」 | ダイアモンド☆ユカイ           | 木暮武彦  | RED WARRIORS           | 5:06  |
| 12.       | 「OH, MY GOD」                 | 木暮武彦                      | 木暮武彦  | RED WARRIORS           | 3:12  |
| 合計時間: | 合計時間:                      | 合計時間:                     | 合計時間: | 合計時間:              | 25:07 |

### DISC 2
| #         | タイトル                                       | 作詞                          | 作曲      | 編曲                                                                 | 時間  |
| --------- | ---------------------------------------------- | ----------------------------- | --------- | -------------------------------------------------------------------- | ----- |
| 1.        | 「WINE & ROSES #2 -Club Version-」             | 木暮武彦                      | 木暮武彦  | RED WARRIORS／ホーン・アレンジ: 富田芳正、木暮武彦                   | 5:53  |
| 2.        | 「SUNDAY SUNSHINE」                            | 木暮武彦                      | 木暮武彦  | RED WARRIORS、三国義貴                                               | 4:46  |
| 3.        | 「JOHN」                                       | ダイアモンド☆ユカイ           | 木暮武彦  | RED WARRIORS                                                         | 5:26  |
| 4.        | 「BIRTHDAY SONG -Another Tape-」               | 木暮武彦、ダイアモンド☆ユカイ | 木暮武彦  | RED WARRIORS／ストリングス・アレンジ: ミッキー吉野、木暮武彦         | 4:31  |
| 5.        | 「MORNING AFTER」                              | 木暮武彦                      | 木暮武彦  | RED WARRIORS／ストリングス・アレンジ: 松井亜由美、三木黄太、木暮武彦 | 4:05  |
| 6.        | 「ルシアン・ヒルの上で」(RUSSIAN HILL NO UEDE) | 木暮武彦                      | 木暮武彦  | RED WARRIORS                                                         | 4:47  |
| 合計時間: | 合計時間:                                      | 合計時間:                     | 合計時間: | 合計時間:                                                            | 29:28 |

| #         | タイトル                       | 作詞                          | 作曲      | 編曲                   | 時間  |
| --------- | ------------------------------ | ----------------------------- | --------- | ---------------------- | ----- |
| 7.        | 「OUTSIDER」                   | 木暮武彦、ダイアモンド☆ユカイ | 木暮武彦  | RED WARRIORS           | 5:05  |
| 8.        | 「PARTY IS OVER」              | ダイアモンド☆ユカイ           | 木暮武彦  | RED WARRIORS           | 4:09  |
| 9.        | 「SISTER」                     | ダイアモンド☆ユカイ           | 木暮武彦  | RED WARRIORS、三国義貴 | 4:21  |
| 10.       | 「GOLDEN DAYS」                | 木暮武彦                      | 木暮武彦  | RED WARRIORS、三国義貴 | 5:20  |
| 11.       | 「ANOTHER DAY, ANOTHER TIME」  | 木暮武彦                      | 木暮武彦  | RED WARRIORS           | 4:35  |
| 12.       | 「LADY BLUE -Completed Take-」 | 木暮武彦                      | 木暮武彦  | RED WARRIORS           | 5:46  |
| 合計時間: | 合計時間:                      | 合計時間:                     | 合計時間: | 合計時間:              | 29:16 |

## スタッフ・クレジット
- CDブックレットに記載されたクレジットを参照[17]。

### RED WARRIORS
- 田所 “ダイアモンド☆ユカイ” 豊 – ボーカル
- 木暮 "SHÄKE" 武彦 – ギター
- 小川清史 – ベース
- 小沼 "COMMA" 達也 – ドラムス

### 制作スタッフ
- RED WARRIORS – 編集
- 宗清裕之 – 編集
- 保坂弘幸 – デジタル・マスタリング
- 後藤繁雄 – クリエイティブ・ディレクター
- 宮川隆 – アシスタント・ディレクター、デザイン
- 高橋恭司 – 写真撮影
- SHÄKE – カバー・コンセプト

## チャート
| チャート         | 最高順位 | 登場週数 | 売上数  | 規格   | 出典  |
| ---------------- | -------- | -------- | ------- | ------ | ----- |
| 日本（オリコン） | 9位      | 8回      | 5.7万枚 | CD, CT | [ 2 ] |

## リリース日一覧
| No. | リリース日     | レーベル             | 規格         | カタログ番号   | 備考                                                       | 出典          |
| --- | -------------- | -------------------- | ------------ | -------------- | ---------------------------------------------------------- | ------------- |
| 1   | 1989年11月21日 | 日本コロムビア／BODY | 2枚組CD      | CA-4323〜4     | 初回限定盤はデジパック仕様                                 | [ 18 ]        |
| 2   | 1989年11月21日 | 日本コロムビア／BODY | 2本組CT      | CBY-1363〜4    |                                                            |               |
| 3   | 1995年6月21日  | 日本コロムビア／BODY | 2枚組CD      | COCA-12649〜50 | 「ベスト・ソングス・コレクション」シリーズ、ジャケット変更 | [ 19 ] [ 20 ] |
| 4   | 2017年4月19日  | 日本コロムビア／BODY | 2枚組CD      | COCP-39921〜2  | オリジナル・ジャケット仕様                                 | [ 21 ] [ 22 ] |
| 5   | 2017年7月12日  | 日本コロムビア／BODY | AAC-LC       | -              | デジタル・ダウンロード                                     | [ 23 ]        |
| 6   | 2017年7月12日  | 日本コロムビア／BODY | ロスレスFLAC | -              | デジタル・ダウンロード                                     | [ 24 ]        |